# 3C 75
3C75 (или 3С 75) — двойная чёрная дыра в скоплении галактик Эйбелл 400.
Имеет четыре радиоджета (по два из каждой аккрецирующей чёрной дыры). Она движется со скоростью 1200 километров в секунду через плазму звёздного скопления, вращаясь на расстоянии 25 тысяч световых лет друг от друга. Эти сверхмассивные чёрные дыры являются частью «гантелеобразной» галактики NGC 1128-1. 3С 75 может быть источником рентгеновского излучения 2А 0252+060 (1H 0253+058, XRS 02522+060).